# Есжан
Есжан (2-я половина XVIII в., современная Западно-Казахстанская область — не ранее 1836, там же) — казахский народный композитор-кюйши, домбрист. Известен под псевдонимом «Сокыр Есжан» («Слепой Есжан»).
Точной биографии Есжана не существует, однако о нём сохранилось много легенд и рассказов. Кроме того, достоверно известно, что Сокыр Есжан был одним из учителей молодого Курмангазы Сагырбайулы. Первые сведения о Есжане опубликованы академиком А. К. Жубановым.
Широкую известность Есжану принесли кюи «Соқыр Есжан» («Слепой Есжан») и «Қош, аман бол, Ақбикеш» («Прощай, Акбикеш»). Кюй «Соқыр Есжан» использован Муканом Тулебаевым в опере «Биржан и Сара».